# Lambert Krahe

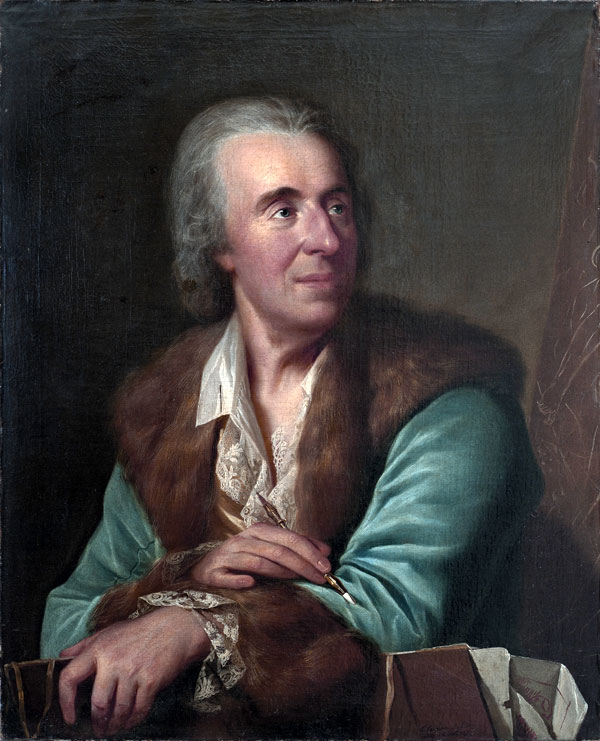
Lambert Krahe, Porträt (Öl auf Leinwand) von Erik Pauelsen, 1781

Wilhelm Lambert Krahe (* 15. März 1712 in Düsseldorf; † 11. Februar 1790 ebenda) war ein deutscher Maler, Kunstsammler, Galeriedirektor und Kunstlehrer.

## Leben

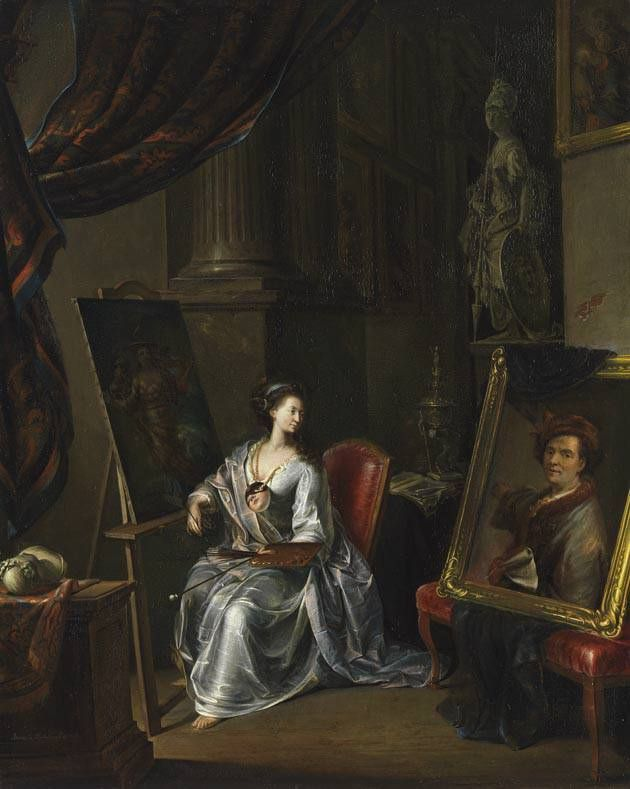
Die Malerei oder Porträt des Galeriemalers Lambert Krahe und seiner Frau Katharina, 1767, Gemälde von Johann Jakob Dorner dem Älteren, Bayerische Staatsgemäldesammlungen

In Düsseldorf als Sohn des kurfürstlichen Kanzleibeamten Antonius Krahe (1676–~1724) geboren hielt sich Krahe seit 1737, anfänglich im Gefolge seines Gönners, des kaiserlichen Gesandten Ferdinand von Plettenberg, in Rom auf. In der „Ewigen Stadt“ bildete er sich zusammen mit Anton Raphael Mengs bei Marco Benefial zum Künstler aus, ferner bei Pierre Subleyras. In Rom gehörte er zum Freundeskreis um Johann Joachim Winckelmann. Er begann, sich als Kunstagent zu betätigen. Zudem begann er mit dem Aufbau seiner umfangreichen Kunstsammlung. Ab 1749 wurde Krahe vom Kurfürsten Carl Theodor von der Pfalz gefördert, in dessen Auftrag er 1752 Altarbilder für die Jesuitenkirche in Mannheim malte.
Seit 1756 leitete er die Düsseldorfer Gemäldegalerie, als Nachfolger des Galeriedirektors Johann Wilhelm Karsch (1715/16–1755), Sohns des Malers und Galeriedirektors Gerhard Joseph Karsch. Der kunstsinnige Kardinal Alessandro Albani hatte ihn hierzu dem Kurfürsten empfohlen; nach anderen Angaben empfahl ihn der Kardinal Silvio Valenti Gonzaga. Später beauftragte ihn der Kurfürst auch damit, die Gemäldegalerien in Mannheim und München neu zu ordnen.
1761/62 erhielt er den Auftrag für ein Deckengemälde im Bibliothekssaal von Schloss Mannheim und für weitere Deckengemälde in Festsälen des Schlosses Benrath. Im selben Jahr 1762 eröffnete er eine private Zeichenschule. Diese war seit 1766 im nicht genutzten Gießhaus des Bildhauers Gabriel de Grupello am Marktplatz untergebracht. Im Jahre 1769 musste Krahe auf Veranlassung des Statthalters Johann Ludwig Franz von Goltstein das Grupello-Haus verlassen und die Räume der ehemaligen Bongardschen Waffenwerkstatt über dem kurfürstlichen Marstall in der Mühlenstraße beziehen. Aus der Krahe’schen Zeichenschule ging 1773 die von dem Kurfürsten Carl Theodor gegründete Düsseldorfer Kunstakademie hervor, deren erster Direktor Krahe war. Fünf Jahre später verkaufte Krahe seine Kunstsammlung den bergischen Landständen. Sie diente nun als Studienmaterial der Akademiestudenten. 1782 überließ Kurfürst Carl Theodor der Akademie einen Teil des Hondheimschen Palais, dem vormaligen Kriegskommissariat, an der Ecke Hafenstraße zur Commissariatsstraße (später Akademiestraße).
Nach dem Rücktransport der im Siebenjährigen Krieg nach Mannheim ausgelagerten Düsseldorfer Kunstsammlung durch seinen Stellvertreter, den späteren Galerieinspektor Anton Wisselinck, veranlasste er ab 1762 eine für seine Zeit fortschrittliche neue Hängung in der Gemäldegalerie Düsseldorf. Deren Bestand versuchte er durch die Herausgabe eines Galeriewerkes zu publizieren. Bei diesem kostspieligen und langwierigen Projekt kamen ihm der kurpfälzische Hofarchitekt Nicolas de Pigage und der Basler Kunstverleger Christian von Mechel 1778 durch die Veröffentlichung des Werks La Galerie Électorale de Dusseldorff zuvor. Diese Publikation, die bis 1805 mehrfach aufgelegt wurde, dokumentiert seine kuratorische Praxis und trug so zu seinem Nachruhm als Galeriedirektor bei.
In seinen letzten Lebensjahren war Lambert Krahe durch ein Augenleiden an der Ausübung seiner Kunst gehindert. Im Alter von 77 Jahren verstarb er am 11. Februar 1790 in Düsseldorf.
Krahe war mit Katharina Gertrud Binder (1734–1808) verheiratet. Aus dieser Ehe entsprossen drei Töchter und zwei Söhne, unter ihnen der frühklassizistische Architekt Peter Joseph Krahe. Krahe Tochter Henriette heiratete den Kupferstecher Heinrich Schmitz. Krahes Tochter Katharina heiratete den Kupferstecher und Maler Carl Ernst Christoph Hess. Aus dieser Ehe gingen unter anderem Peter von Hess, Heinrich Maria von Hess sowie Karl Hess hervor.
Der bayerische Hofmaler Moritz Kellerhoven erlernte bei Lambert Krahe die Malkunst. Auch der kurpfälzische Hofmaler Johann Wilhelm Hoffnas und Aloys Cornelius, der Vater von Peter von Cornelius, Joseph Hoffmann sowie Catharina und Christoph Treu waren seine Schüler.
Durch die Gründung der Düsseldorfer Zeichenschule und die beachtliche Sammlung von Zeichnungen, Grafiken, Büchern und Gipsabdrücken gilt Krahe nicht nur als Begründer der Kunstakademie Düsseldorf, sondern auch – nach Kurfürst Johann Wilhelm von der Pfalz – als „zweiter Gründer von Düsseldorfs Ruf als Kunststadt“.

## Sammlung

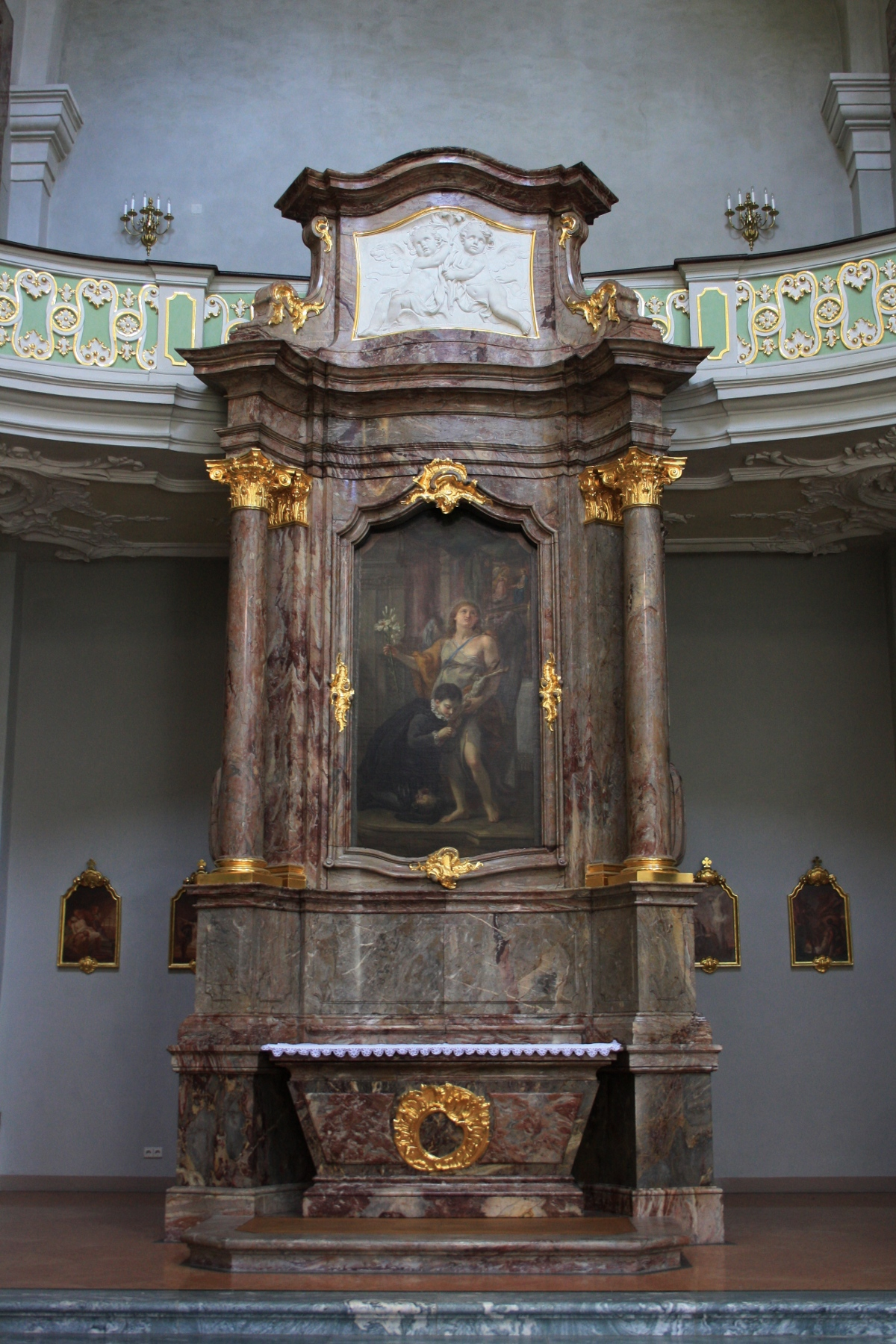
Aloisiusaltar in der Mannheimer Jesuitenkirche

Krahes in Umfang und Inhalt außergewöhnliche Kollektion umfasst etwa 15.000 Zeichnungen und über 22.000 Druckgrafiken des 15. bis 19. Jahrhunderts und zählt heute zu den weltweit bedeutendsten Beständen von Barockzeichnungen. Sie befindet sich seit 1932 als Dauerleihgabe der Kunstakademie Düsseldorf im Museum Kunstpalast in Düsseldorf; kleinere Konvolute bewahren das Wallraf-Richartz-Museum in Köln sowie der Louvre auf. Das Herzstück der Kollektion bildet italienische Grafik, darunter Werke von Raffael, Michelangelo und Paolo Veronese, vor allem aber größere Komplexe von Künstlern wie Gian Lorenzo Bernini, Pietro da Cortona und Giuseppe Passeri. Auch deutsche und niederländische Künstler des 16. und 17. Jahrhunderts sind vertreten, unter ihnen Albrecht Altdorfer und Peter Paul Rubens. Für das französische 17. und 18. Jahrhundert sind Nicolas Poussin, Jean-Charles Frontier und Gaspard Dughet zu nennen. Zu den Höhepunkten von Krahes Druckgrafiksammlung gehören Dürers Holzschnitt- und Kupferstichfolgen, Kupferstiche Martin Schongauers sowie Rembrandts Radierungen.